# Ben (film, 1972)
Pour les articles homonymes, voir Ben.
Ben est un film d'horreur américain réalisé par Phil Karlson sorti en 1972.
C'est la suite du film Willard, sorti en 1971.
Aux États-Unis, il est sorti en salles dans tout le pays le 23 juin et en France le 4 octobre 1972.

## Synopsis
Le petit David Garrison se lie d'amitié avec un rat qu'il appelle Ben, sans se rendre compte que ce dernier est le meneur d'une meute de rats sanguinaires.

## Distribution
- Lee Montgomery (en) : David Garrison
- Joseph Campanella : Cliff Kirtland
- Arthur O'Connell : Bill Hatfield
- Rosemary Murphy : Beth Garrison
- Meredith Baxter : Eve Garrison

## Bande originale
La chanson Ben de Michael Jackson utilisée dans ce film est présente sur son album homonyme sorti en 1972 (second album solo de l'artiste). Il s'agit d'une chanson douce traitant d'une amitié forte et incomprise par les autres. 
Sur l'édition originale du 33 tours, la pochette montrait une armée de rats. Jugée un peu effrayante, les rongeurs ont été ensuite retirés.